# Стивенсон, Ян
Я́н Пре́тимэн Сти́венсон (англ. Ian Pretyman Stevenson; 31 октября 1918 — 8 февраля 2007) — канадско-американский биохимик и психиатр. Объектом его изучения было наличие у детей информации о жизни людей, живших до них (что, по мнению Стивенсона, доказывало реинкарнацию, или перевоплощение).
До своей отставки в 2002 году возглавлял Отдел перцептивных исследований в Медицинской школе Виргинского университета. Этот отдел исследует паранормальные явления.
Стивенсон полагал, что концепция реинкарнации (перевоплощения) могла бы помочь современной медицине понять различные аспекты развития человека и его поведения, дополняя данные о наследственности в условиях внешней среды. Он путешествовал в течение 40 лет и исследовал 3000 случаев наличия у детей информации о жизни людей, живших ранее; это убедило его в том, что прошлые жизни реальны. С точки зрения Стивенсона, перевоплощение представляет собой выживание личности после смерти; однако Стивенсон никогда не предполагал, что такое выживание связано с каким-либо физическим процессом.

## Биография
Ян Стивенсон родился и вырос в Оттаве. Его отец был корреспондентом лондонской газеты «The Times». Мать интересовалась теософией.

## Исследование реинкарнаций
В своей работе основывался на следующих принципах:
- исследования проводились в основном с детьми от двух до шести лет
- никогда не выплачивалось денежное вознаграждение семьям, в которых имелся ребёнок, владевший информацией о жизни уже умерших людей
- доказанным случаем считался только тот, для которого можно было получить документальные доказательства происшедших в прошлой жизни событий

## Критика
В научном обществе реакция на работу Стивенсона была неоднозначной. Критики подвергли сомнению его методы исследований и выводы, которые он делал, а некоторые авторы расценили его подход как псевдонаучный. В то же время другие сочли, что его работа проводилась с должной научной строгостью. На основе исследований Стивенсона написаны труды журналиста The Washington Post Тома Шродера «Старые души: научные свидетельства прошлых жизней» (1999) и детского психиатра Джима Такера «Жизнь до жизни: научные исследования воспоминаний детей о прошлых жизнях» (2005).

## Основные труды
- «Двадцать случаев предполагаемых реинкарнаций» («Twenty Cases Suggestive of Reincarnation») (1974)[10]
- «Дети, которые помнят предыдущие жизни: поиск реинкарнаций» («Children Who Remember Previous Lives: A Quest of Reincarnation») (1987)
- «Реинкарнация и биология» («Reincarnation and Biology») (1997)
- «Европейские случаи реинкарнации» («European Cases of the Reincarnation Type») (2003)